# ماری-اوا پولتیه
ماری-اوا پولتیه (انگلیسی: Marie-Ève Pelletier؛ زادهٔ ۱۸ مهٔ ۱۹۸۲) یک تنیس‌باز اهل کانادا است.